# Пътно убийство
Пътно убийство е юридически термин от наказателната система на САЩ (на английски: vehicular homicide или vehicular manslaughter).
Считано е за престъпление в повечето щати на САЩ. Като цяло включва смърт, която е резултат от небрежен и невнимателен начин на управление на пътно превозно средство. В САЩ няма реално разграничение между умишлено пътно убийство, и пътно убийство включващо невнимание. И двете са включени в общата категория на наказателния кодекс на САЩ в категорията на убийство при невнимание. В други страни правно това може да бъде съотнесено към опасно каране, причиняващо смърт.
Всички щати освен Аляска, Монтана и Аризона имат закони за пътно убийство. Тези закони имат ефекта да определят превозното средство в смисъла му на смъртоносно оръжие, с което се улеснява обвинението и постигането на по-сурови и тежки наказания. В щатите с подобно законодателство, обвинявания допълнително може да бъде натоварен с допълнителни обвинения за убийство при някои ситуации.
Жертвата може да бъде както някой, който не е в колата с престъпния каращ, като пешеходец, колоездач, моторист или шофьор на кола, а също и спътник в колата на извършителя.
Има предложения в други страни за приемането на обща правна номенклатура за „пътно убийство“ по начина, по който това е използвано в САЩ.
|  | Тази страница частично или изцяло представлява превод на страницата Vehicular homicide в Уикипедия на английски. Оригиналният текст, както и този превод, са защитени от Лиценза „Криейтив Комънс – Признание – Споделяне на споделеното“, а за съдържание, създадено преди юни 2009 година – от Лиценза за свободна документация на ГНУ. Прегледайте историята на редакциите на оригиналната страница, както и на преводната страница, за да видите списъка на съавторите. ВАЖНО: Този шаблон се отнася единствено до авторските права върху съдържанието на статията. Добавянето му не отменя изискването да се посочват конкретни източници на твърденията, които да бъдат благонадеждни. |